# 卧薪尝胆
卧薪尝胆出自《史记·越王句践世家》，是指中国春秋时期的越国君主勾践励精图治以图复国的事迹，后演变成成语，形容人刻苦自励，发奋图强。

## 经过

卧薪尝胆的地點有諸說，今浙江省杭州市萧山区湘湖越王城遗址附近為一說

公元前496年，吴王阖闾派兵攻打越国，但被越国击败，阖闾也伤重身亡。两年后阖闾的儿子夫差率兵击败越国，越王勾践被押送到吴国做奴隶，勾践忍辱负重伺候吴王三年后，夫差才对他消除戒心，并無視大臣伍子胥的勸阻把他送回越国。
但勾践并没有放弃复仇之心，他表面上对吴王服从，其實暗中训练精兵，励精图治并等待时机反击吴国。「艰苦能锻炼意志，安逸反而会消磨意志。」勾践害怕自己贪图眼前的安逸，消磨报仇雪耻的意志，因此为自己安排艰苦的生活环境。晚上睡觉不用褥，只铺些薪（柴草），又在屋里挂了一只苦胆，不时尝尝苦胆的味道，为的是不忘过去的耻辱。
勾践为鼓励民众，和王后与人民一起参与劳动，在越人同心合力之下使越国强大起来，并在大臣文種，范蠡的幫助下，找准时机，消灭了吳国。

## 辨誤
《史记》原文为：“越王勾践返国，乃苦身焦思，置胆于坐，坐卧即仰胆，饮食亦尝胆也。”没有特指“卧薪”。“卧薪”和“尝胆”连缀成语使用，最早出现在北宋作家苏轼的《拟孙权答曹操书》：“僕受遗以来，卧薪尝胆”。明代张溥《春秋列国论》说：“夫差即位，卧薪尝胆”。

## 相关作品
- 卧薪尝胆 (电视剧)